# عامر جحفلي
عامر جحفلي هو لاعب كرة قدم سعودي.

## مسيرة اللاعب
مثل سابقاً نادي النصر في المراحل السنية و لعب بعدها مع نادي القيصومة و نادي الشرق و نادي الساحل و نادي اللواء.

## الحياة الشخصية
هو شقيق اللاعبين محمد جحفلي و ناصر جحفلي.